# Invenusta
Invenusta är ett släkte av plattmaskar. Invenusta ingår i familjen Coelogynoporidae.
Kladogram enligt Catalogue of Life:
| Invenusta | \| \| Invenusta aestus \| \| \| \| \| \| Invenusta paracnida \| \| \| \| |
|           | \| \| Invenusta aestus \| \| \| \| \| \| Invenusta paracnida \| \| \| \| |
|           | Carenscoilia                                                             |
|           |                                                                          |
|           | Cirrifera                                                                |
|           |                                                                          |
|           | Coelogynopora                                                            |
|           |                                                                          |
|           | Ezona                                                                    |
|           |                                                                          |
|           | Macroatrium                                                              |
|           |                                                                          |
|           | Pseudovannuccia                                                          |
|           |                                                                          |
|           | Stilivannuccia                                                           |
|           |                                                                          |
|           | Vannuccia                                                                |
|           |                                                                          |
|           | Invenusta aestus                                                         |
|           |                                                                          |
|           | Invenusta paracnida                                                      |
|           |                                                                          |

|  | Invenusta aestus    |
|  |                     |
|  | Invenusta paracnida |
|  |                     |